# 메를로랩
메를로랩 주식회사(영어: Merlot Lab)는 대한민국의 빌딩 에너지 솔루션 기업이다.

## 역사
메를로랩은 2012년 6월, 신소봉 대표이사에 의해 설립되었다.
2024년, 주관사를 NH투자증권, 공동 주관사는 신한투자증권으로 상장을 신청하였다가 철회하였다.